# Đội tuyển Davis Cup Ghana
Đội tuyển Davis Cup Ghana đại diện Ghana ở giải đấu quần vợt Davis Cup và được quản lý bởi Hiệp hội quần vợt Ghana. Đội đã không thi đấu kể từ năm 2015.
Đội tuyển từng thi đấu ở Nhóm I năm 1990.

## Lịch sử
Ghana tham gia kì Davis Cup đầu tiên năm 1988.